# Дубровка (Вачський район)
Дубровка (рос. Дубровка) — присілок в Вачському районі Нижньогородської області Російської Федерації.
Населення становить 7 осіб. Входить до складу муніципального утворення Новосельська сільрада.

## Історія
Від 2009 року входить до складу муніципального утворення Новосельська сільрада.

## Населення
| 1859 | 1905 | 1926 | 1999 | 2002 | 2010 |
| ---- | ---- | ---- | ---- | ---- | ---- |
| 79   | ↗111 | ↗153 | ↘14  | ↘12  | ↘7   |